# Ефремов, Иван Иванович
Ива́н Ива́нович Ефре́мов (род. 26 января 1946, дер. Праздничата, Кировская область) — советский  и российский военачальник, генерал армии (2004).

## Биография
Родился 26 января 1946 года в деревне Праздничата Салобелякского района. 
В Советской Армии с 1963 года. Окончил Ульяновское гвардейское высшее танковое командное училище имени В. И. Ленина (1967), Военную академию бронетанковых войск имени Маршала Советского Союза Р. Я. Малиновского (1976), Военную академию Генерального штаба Вооружённых сил имени К. Е. Ворошилова (1988).
Прошёл все ступени военной службы, начиная с командира танкового взвода и учебной танковой роты в Приволжском военном округе. С 1976 года служил в Южной группе войск (Венгрия) начальником штаба — заместителем командира танкового полка, командиром танкового полка, заместителем командира танковой дивизии. С 1982 года был командиром танковой дивизии в Прикарпатском военном округе. С 1988 года — первый заместитель командующего армией в Забайкальском военном округе, затем с июля 1991 до ноября 1996 года — командующий 22-й гвардейской общевойсковой армией Московского военного округа. Генерал-лейтенант (13.02.1992).
С ноября 1996 года — начальник штаба — первый заместитель командующего войсками Московского военного округа. В августе 1999 года назначен начальником Военного университета Министерства обороны, в том же году ему присвоено воинское звание генерал-полковник. 16 апреля 2001 года назначен начальником Главного управления кадров Министерства обороны. С 12 июля 2001 года — командующий войсками Московского военного округа. Воинское звание генерал армии присвоено указом Президента Российской Федерации В. В. Путина от 22 февраля 2004 года. Командовал военным парадом в честь 60-летия Великой Победы (9 мая 2005, Москва).
Указом Президента России от 6 июня 2005 года назначен начальником Военной академии Генерального штаба Вооружённых сил РФ. В октябре 2007 года — уволен в запас по достижении предельного возраста нахождения на военной службе, с октября 2011 года в отставке.
Является ведущим аналитиком Управления генеральных инспекторов Министерства обороны РФ.
Женат, имеет дочь и сына.

## Комментарии
1. ↑  Деревня Праздничата, относившаяся в 1935—1955 годы к Салобелякскому району, в последующем входила в состав Никулятского сельсовета Яранского района[4]; упразднена 28.01.1987[5].